# Lestinogomphus
Genre
Lestinogomphus est un genre de libellules de la famille des Gomphidae (sous-ordre des Anisoptères, ordre des Odonates). 

## Liste d'espèces
Selon BioLib (13 décembre 2020) :
- Lestinogomphus angustus Martin, 1911
- Lestinogomphus bivittatus (Pinhey, 1961)
- Lestinogomphus congoensis Cammaerts, 1969
- Lestinogomphus matilei Legrand & Chaise, 2001
- Lestinogomphus minutus Gambles, 1968
- Lestinogomphus silkeae Kipping, 2010